# Formazza
Formazza es una localidad y comune italiana de la provincia de Verbano-Cusio-Ossola, región de Piamonte, con 432 habitantes. Formazza fue fundada por valisanos (Suiza). Por esta razón, el idioma usado por sus habitantes, es el alemán valisano.

## Evolución demográfica
| Gráfica de evolución demográfica de Formazza entre 1861 y 2001 |
|                                                                |
| Fuente ISTAT - elaboración gráfica de Wikipedia                |